# Campionat del Món de natació de 1982
El Campionat del Món de natació de 1982 fou una competició esportiva que es realitzà entre els dies 29 de juliol i 8 d'agost de 1982 a la ciutat de Guayaquil (Equador) sota l'organització de la Federació Internacional de Natació (FINA). Aquesta fou la quarta edició del Campionat del Món de natació.
Es realitzaren competicions de natació, natació sincronitzada, salts i waterpolo.

## Proves
- Natació al Campionat del Món de natació de 1982
- Natació sincronitzada al Campionat del Món de natació de 1982
- Salts al Campionat del Món de natació de 1982
- Waterpolo al Campionat del Món de natació de 1982

## Medaller
| Posició | País            | 1  | 2  | 3  | Total |
| ------- | --------------- | -- | -- | -- | ----- |
| 1       | Estats Units    | 13 | 11 | 10 | 34    |
| 2       | RDA             | 12 | 9  | 5  | 26    |
| 3       | Unió Soviètica  | 5  | 9  | 4  | 18    |
| 4       | Canadà          | 3  | 3  | 1  | 7     |
| 5       | RFA             | 2  | 1  | 3  | 6     |
| 6       | Països Baixos   | 1  | 1  | 2  | 4     |
| 7       | Brasil          | 1  | 0  | 0  | 1     |
| 8       | Hongria         | 0  | 2  | 0  | 2     |
| 9       | Austràlia       | 0  | 1  | 0  | 1     |
| 9       | Regne Unit      | 0  | 1  | 0  | 1     |
| 11      | Japó            | 0  | 0  | 3  | 3     |
| 11      | Suècia          | 0  | 0  | 3  | 3     |
| 13      | R.P. de la Xina | 0  | 0  | 2  | 2     |
| 14      | Itàlia          | 0  | 0  | 1  | 1     |
| 14      | Romania         | 0  | 0  | 1  | 1     |
| 14      | Iugoslàvia      | 0  | 0  | 1  | 1     |
| Total   | Total           | 37 | 38 | 36 | 111   |